# حسینعلی‌خان معین‌الدوله
حسینعلی‌خان معین‌الدوله (درگذشته ۱۳۱۲ خورشیدی) که نام خانوادگی علامیر را برگزید، از رجال دوره قاجار و فراشباشی و حاجب‌الدوله ناصرالدین‌شاه بود.
پدرش محمدرحیم خان علاءالدوله و مادرش سلطان خانم دختر ملک ایرج میرزا (پسر بیست و هفتم فتحعلی‌شاه) بود. در ابتدا به عنوان غلام پیشخدمت وارد دربار شد. در ۱۲۹۹ قمری پدرش علاءالدوله درگذشت و او مامور حمل جنازه به کربلا شد. در ۱۳۰۳ قمری به همراه برادرش محمود علامیر به سفر حج رفت. در ۱۳۰۵ قمری برادر ارشدش محمدحسن‌خان حاجب‌الدوله که منصب فراشباشی داشت، درگذشت و ناصرالدین‌شاه این منصب را به انضمام لقب حاجب‌الدوله به حسینعلی‌خان داد.
در ۱۳۱۰ قمری چند پارچه از جواهرات تخت طاووس به سرقت رفت. حسینعلی‌خان به مقتضای شغل خود مامور رسیدگی به این سرقت شد و سرانجام دزد را که یکی از خدمتکاران کاخ بود شناخته و با دادن تامین جانی او را به اقرار ترغیب کرد و جواهرات را پس گرفت. به رغم اینکه ناصرالدین شاه در اول و نظر به اقرار شخص متهم موافقت کرده بود مجازات او به زندان تقلیل پیدا کند، پس از چند روز دستور داد او را گردن زدند. این عمل حسینعلی خان را که همواره سخت پایبند قول و تعهد بود، بر آشفته ساخت و به نشانه اعتراض استعفا کرد. ناصرالدین‌شاه با استعفای او موافقت کرده و منصب فراشباشی و لقب حاجب‌الدوله را به پسردایی خود جعفرقلی‌خان قاجار اعطا کرد و لقب حسینعلی‌خان را به معین‌الدوله تغییر داد.
معین‌الدوله در جریان مشروطه به دستور محمدعلی‌شاه به همراه برادرش احمد خان علاءالدوله دستگیر و به کربلا تبعید شد که سرانجام با پافشاری مجلس هر دو نفر از میانه راه بازگردانده شدند. 
پس از سرنگونی محمدعلی‌شاه و احیای مشروطه، مدتی حاکم زنجان بود. او سرانجام در ۱۳۱۲ خورشیدی در تهران درگذشت.
معین‌الدوله داماد محمدناصر ظهیرالدوله قاجار بود و بعدها با دختر میرزا محمدخان نوری از خاندان خواجه‌نوری وصلت کرد.